# واگونه
واگونه (به لاتین: Łaguny) یک روستا در لهستان است که در گمینا اوپینوگورا گورنا واقع شده‌است.